# Vlaho Orlić
Vlaho Orlić (in serbo Влахо Орлић?; Cattaro, 16 marzo 1934 – Belgrado, 10 giugno 2010) è stato un pallanuotista e allenatore di pallanuoto serbo.
È considerato il padre della pallanuoto in Jugoslavia e Serbia. È morto a Belgrado all'età di 76 anni.

## Biografia
Il padre, Blaise Orlić, era un dentista e dopo la seconda guerra mondiale a Cattaro non gli fu permesso di aprire un ufficio privato, quindi si trasferì con la sua famiglia a Ragusa di Dalmazia. A Ragusa, Orlic iniziò il canottaggio e la pallanuoto. Dopo essersi diplomato al liceo di Ragusa, si iscrisse alla facoltà di medicina di Sarajevo. Ha continuato i suoi studi a Zagabria e Belgrado, ma non li ha mai completati perché era più coinvolto nello sport. Diventò giocatore e allenatore del VK Partizan quando ancora era studente del secondo anno. L'anno successivo passò nella prima squadra. Con Orlić il Partizan ha vinto 6 Euroleghe.
Dopo l'esperienza al Partizan, Orlić nel 1990 si trasferì al Stella Rossa dove lavorò con Nikola Stamenić e vinse il titolo jugoslavo. Dal 1993 continuò il suo lavoro al Bečej e sotto la sua guida la squadra vinse i primi trofei nella storia del club.
È stato allenatore per lungo tempo nella squadra nazionale jugoslava. È morto a Belgrado il 10 giugno 2010 a causa di una lunga malattia.

## Palmarès
- Eurolega: 6

Partizan: 1963-64, 1965-66, 1966-67, 1970-71, 1974-75, 1975-76